# بصیر
بصیر (به عربی: بصیر) یک روستا در سوریه است که در الصنمین واقع شده‌است. بصیر ۱٬۴۴۲ نفر جمعیت دارد و ۶۳۰ متر بالاتر از سطح دریا واقع شده‌است.